# Cylindroiulus turinensis
Cylindroiulus turinensis är en mångfotingart som först beskrevs av Henri W. Brölemann 1897.  Cylindroiulus turinensis ingår i släktet Cylindroiulus och familjen kejsardubbelfotingar.

## Underarter
Arten delas in i följande underarter:
- C. t. bardonecchiensis
- C. t. excavatus
- C. t. fagorum